# TRISPHAT
TRISPHAT （トリス(テトラクロロカテコラート)リン酸(1−)）は、化学式が P(O2C6Cl4)−
3 で表されるアニオンで、トリブチルアンモニウム塩 (C4H9)3NH+ またはテトラブチルアンモニウム (C4H9)4N+ 塩として用意されることが多い。3つのテトラクロロカテコール酸 C6Cl4O2−
2 配位子に結合したリン(V)を特徴とする。このアニオンは、光学的に安定な軸不斉エナンチオマーに分解できる（写真はΔエナンチオマー）。

TRISPHATアニオンはカチオンのキラルシフト試薬として使用される。ジアステレオマーイオンペアを形成することで、1H NMRの分解能を向上させる。

## 合成
五塩化リンをテトラクロロカテコールで処理した後、第三級アミンを加えて合成する。
PCl5  +  3 C6Cl4(OH)2   →   H[P(O2C6Cl4)3]  +  5 HCl
H[P(O2C6Cl4)3]  +  Bu3N   →   Bu3NH+ [P(O2C6Cl4)3]−
キラルアミンを使うと、容易にアニオンを分離できる.。